# Повстань, Україно!

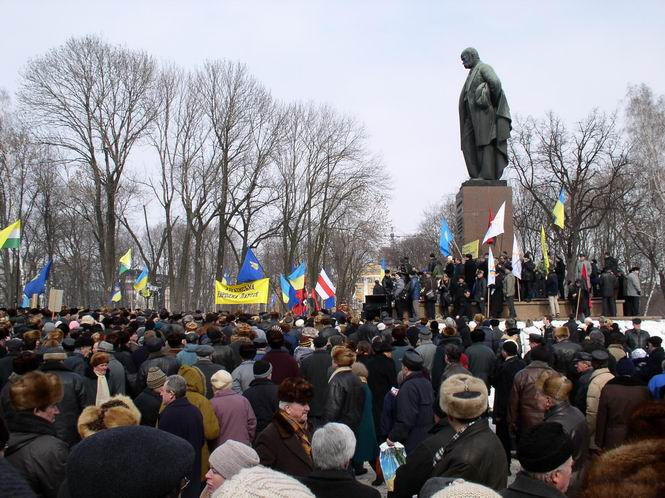
Мітинг опозиційних сил біля пам'ятника Тарасу Шевченку в Києві 9 березня 2003 року

Повстань, Україно! — масштабні протестні акції українських опозиційних сил у ІІ половині 2002 — І половині 2003 року, що справили значний вплив на українську політику до президентських виборів 2004 року.
Організаторами акції була «трійка» опозиційних партій — Соціалістична партія України, Комуністична партія і Блок Юлії Тимошенко. Пізніше до них приєдналася «Наша Україна» Віктора Ющенка.
Метою акції громадянської непокори, що згодом переросла у спробу повстання, були дострокові вибори Президента України. Вона проходила на фоні багатьох тригерів, що істотно знижували рейтинг чинного Президента Леоніда Кучми: Касетного скандалу (справа Гонгадзе), скандалу навколо «Кольчуг», невщухаючого скандалу з «темниками», Скнилівської трагедії. Прем'єр-міністром на той час був Анатолій Кінах, що змінив минулого року популярного Ющенка; Адміністрацію Президента очолював Віктор Медведчук; генеральний прокурор — Святослав Піскун.
Період нестабільності вересня-жовтня 2002 року мав наслідками, з одного боку, консолідацію опозиції в очікуванні президентських виборів, а з іншого — серйозний розворот влади в напрямку Росії.

## Перебіг подій

### Перший етап
31 березня 2002 року відбулися вибори до Верховної Ради, на яких провладний блок «За Єдину Україну!» отримав 175 мандатів, «Наша Україна» — 119, КПУ — 65, СДПУ(о) — 31, Блок Юлії Тимошенко — 22. За висновком міжнародних спостерігачів, кампанія мала недоліки з точки зору рівності кандидатів у доступі до ЗМІ.

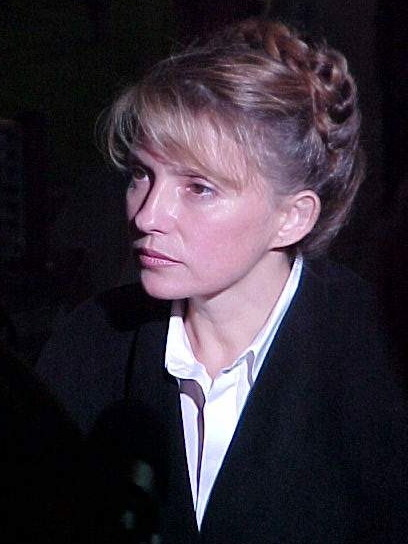
Ю. Тимошенко

Після виборів першу заяву про необхідність дострокової відставки влади 15 квітня зробила Тимошенко. Праві партії долучилися до протестного дискурсу в червні, а 17 липня лідерка БЮТ у Львові повідомила, що восени плануються широкомасштабні вуличні виступи і дозволені законодавством акції громадської непокори, метою яких буде відставка Президента Леоніда Кучми і проведення дострокових виборів Президента. Робоча назва акції — «Україна після Кучми». До кінця липня остаточно сформувалася четвірка організаторів у складі соціалістів, комуністів, «Нашої України» та БЮТ. Дата виступу 16 вересня була визначена за місяць. Саме цього дня два роки тому зник журналіст Георгій Гонгадзе.
У зверненні до Дня Незалежності 24 серпня Леонід Кучма виголосив ідею конституційної реформи — переходу від нинішньої президентсько-парламентської системи влади до парламентсько-президентської моделі з наданням Верховній Раді права формувати Кабінет Міністрів. Як багаторазово відзначалося згодом, цим кроком влада перебрала від опозиції ініціативу у формуванні політичної агенди, що скасувало «революційну ситуацію».
2 вересня Соціалістична партія, Комуністична партія і Блок Юлії Тимошенко провели прес-конференцію, на якій підтвердили намір почати акції громадянської непокори з 16 вересня під гаслом «Повстань, Україно!» з метою проведення дострокових президентських виборів. Лідерка БЮТ Юлія Тимошенко оголосила, що акції почнуться на Європейській площі у Києві та в усіх регіонах України і продовжаться «до повної перемоги». Представники блоку «Наша Україна» участі у прес-конференції не брали.
Напередодні Шевченківський районний суд Києва заборонив проведення масових зібрань у центрі столиці й запропонував альтернативне місце для акцій — аеродром «Чайка».

#### 16 вересня

Український дім на Європейській площі

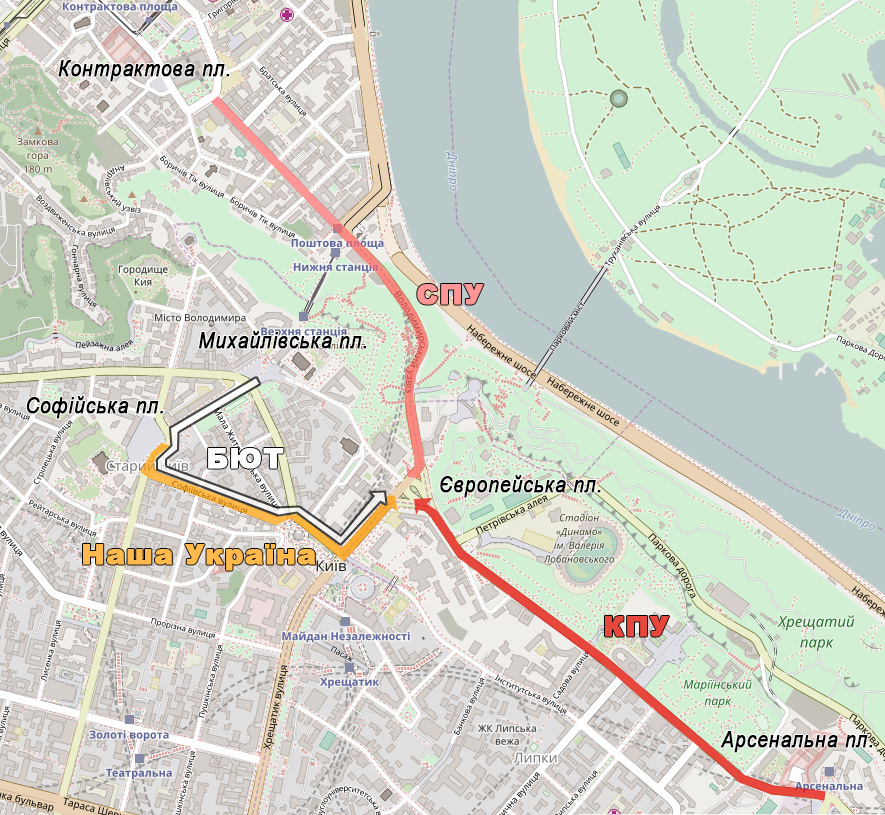
Рух колон демонстрантів від місць збору до Європейської площі, 16 вересня 2002

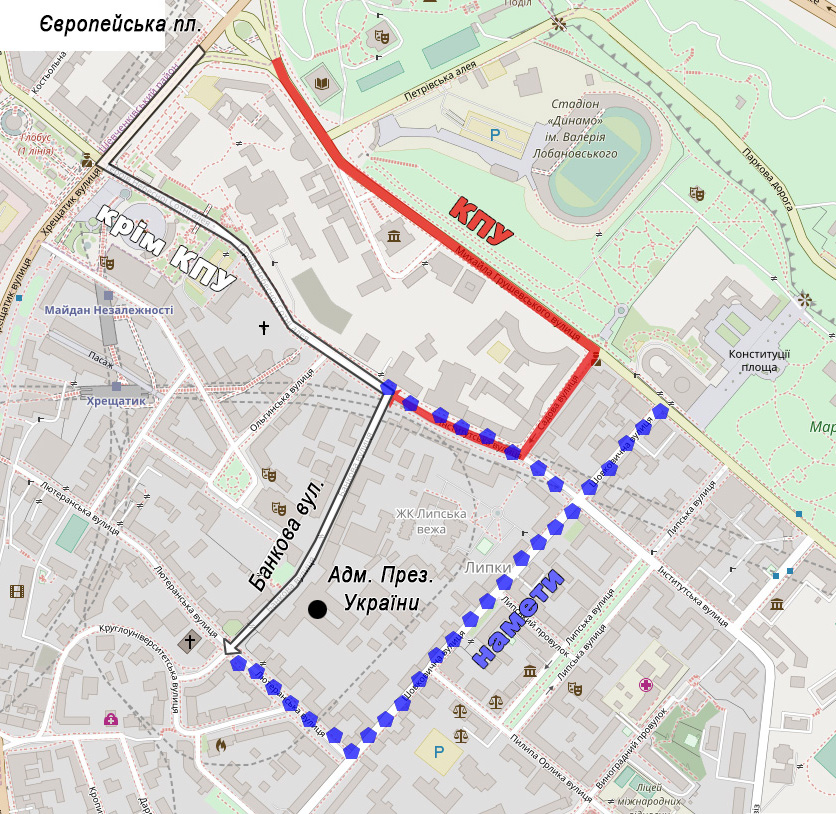
Рух колон демонстрантів від Європейської площі до Адміністрації Президента України і встановлення наметів, 16 вересня 2002

О 15:00 на Європейській площі столиці зустрілися колони Соціалістичної партії, Комуністичної партії, блоку Юлії Тимошенко і блоку Віктора Ющенка «Наша Україна» на чолі зі своїми лідерами. На площі пройшов мітинг акції «Повстань, Україно!», в якому взяли участь від 20 до 50 тисяч людей. Близько 12 тисяч мітингувальників представляли КПУ, близько 3 тисяч — БЮТ, близько 3 тисяч — НУ і близько 2 тисяч — СПУ. Учасники вшанували хвилиною мовчання пам'ять Георгія Гонгадзе.
Леонід Кучма того дня знаходився за кордоном.
Після виступів політиків учасники акції, делеговані від усіх регіонів країни, прийняли резолюцію, в якій ухвалили відсторонити Леоніда Кучму від виконання обов'язків Президента і проголосити дострокові вибори глави держави. Після того вони рушили до Адміністрації Президента, щоб вручити йому своє звернення.
Між 17:00 і 18:00 демонстранти почали ставити намети на п'ятачку перед Банковою, розі Лютеранської. Перший намет встановили Турчинов, Тимошенко і Яворівський на перехресті Банкової і Лютеранської. Далі намети ставляться по вулицям Шоковичній та Інститутській (всього їх було розбито більше 120). Тимошенко з командою зробили спробу прорватися до АПУ.
О 18-й год. міліція почала бити людей.
О 18:50 глава Адміністрації Президента Віктор Медведчук вийшов спілкуватися з лідерами протестувальників. Тимошенко оголосила, що намети залишаються на ніч, і в них, незважаючи на сильну зливу, будуть чергувати тисячі людей. Проте — у згадуваннях очевидців — дощ, а також твердість Медведчука, деморалізували пікетувальників.
Після опівночі трійка лідерів опозиційних сил призначила наступну масштабну акцію протесту на 24 вересня.

#### 17 вересня
Близько 03:30 міліція почала оточувати наметове містечко. У відповідь на це учасники акції протесту виставили по периметру наметів свою охорону. О 04:00 міліція почала штурм, «спочатку змела охоронний периметр», потім із застосуванням щитів і кийків почала руйнувати намети. Очевидці стверджують, що тих, хто перебував у них, били.
О 05:50 зачищення містечка вже закінчилося, всі намети вивезли вантажними машинами. Офіційно, працівники міліції допомагали судовим виконавцям виконати рішення Шевченківського суду, відповідно до якого було заборонено проводити акції у центрі Києва. Деякий час після того на місці залишалися протестувальники і народні депутати, оточені міліцією. Декілька десятків людей були затримані.
Постраждалих унаслідок розгону доправляли не тільки до лікарень, але й до штабу «Батьківщини».
О 13:00 опозиція провела прес-конференцію, на якій підтвердила проведення нової акції 24 вересня під гаслами імпічменту.

#### 18 вересня
На мітингу на Майдані Незалежності, у якому взяли участь до 1000 людей, БЮТ оголосив про початок збору підписів за відставку Президента України Леоніда Кучми.

#### 23 вересня
«Декілька десятків» народних депутатів від СПУ, БЮТ та Компартії за активної участі Юрія Луценка увечері окупували кабінет президента НТКУ Ігоря Сторожука в Київському телецентрі з вимогою надати їм прямий телеефір для того, щоб спростувати неправду про події 16 вересня, поширювану провладними ЗМІ. У зв'язку з цим в ефірі УТ-1 були відсутні новини, на екрані телеприймачів з'являвся рухомий рядок з написом: «Випуск новин не може вийти в ефір через захоплення ефірної студії народними депутатами О.Морозом, Ю.Тимошенко та П.Симоненком та їх прибічників загальною кількістю понад 200 осіб».
Зусилля опозиціонерів закінчилися нічим, трійка лідерів дала імпровізовану прес-конференцію та залишила телецентр.

#### 24 вересня

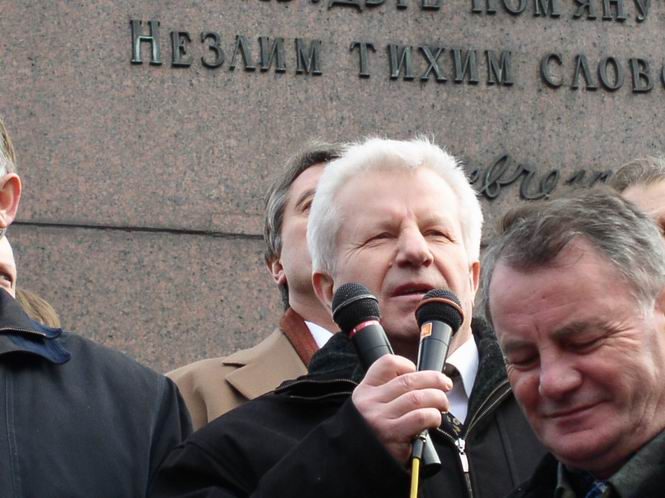
О. Мороз

Цього дня відбувся запланований опозиційними силами мітинг під стінами Верховної Ради. На ньому були присутні приблизно до 5 тисяч людей, незважаючи на активні перепони, що чинилися владою, аби не допустити прибуття українців до Києва. Ющенко під час виступу о 14-й годині дав зрозуміти, що можливості для ведення діалогу з владою вичерпані, а «Наша Україна» приєднується до опозиції. Тимошенко запропонувала організувати колони і йти на Банкову, щоб вручити Леоніду Кучмі звернення Всеукраїнських народних зборів з вимогою про його відставку.
Близько 200−400 співробітників спеціальних міліцейських підрозділів у бронежилетах, зі щитами і з гумовими дубинками перекрили вулицю Банкову з боку вулиці Інститутської, звідки підійшли учасники протесту. Колона на чолі з народними депутатами прорвала цей кордон.
О 14:50 учасники (вже без Ющенка) були на Банковій, і група народних депутатів (не менше 50, у тому числі Тимошенко, Мороз, Симоненко, Луценко, Турчинов, Яворівський, А. Матвієнко, Т. Стецьків, Т. Чорновіл) зайшла на переговори в Адміністрацію Президента. Вони не змогли пройти далі третього поверху, де вишикувалися спецпідрозділи в масках, бойових шоломах, із протигазами й автоматичною зброєю. До депутатів вийшов Медведчук, повідомивши, що Кучма зайнятий на зустрічі з послами. Фактично, «гостей» заблокували між третім і четвертим поверхами, і це тривало більше години. Опісля група з 49 депутатів оголосила голодування до того часу, поки не зустрінеться з Кучмою.
О 17:25 Віктор Медведчук оголосив, що Президент готовий зустрітися з двома-трьома представниками опозиції наступного дня. Блокування тривало й надалі. Близько 22–23 години з'явилася нова вимога опозиціонерів: провести екстрене засідання парламенту у зв'язку з появою заяви Держдепартаменту США про те, що Україна причетна до порушення санкцій ООН щодо продажу зброї до Іраку.

#### 25 вересня
Після опівночі на Банковій з'явився слідчий Генеральної прокуратури і зачитав рішення, згідно якого народні депутати незаконним шляхом захопили територію Адміністрації Президента і заважають роботі Леоніда Кучми. Таким чином, вони повинні добровільно чи примусово звільнити приміщення. Пізніше стало відомо, що Генпрокуратура порушила кримінальну справу стосовно депутатів за статтею 344 КК «Втручання в роботу державного діяча». Разом з тим, міліція до силових дій уночі не вдавалася.
«Нічого у вас не вийде», — роздратовано відповів Кучма.
Після 11-ї години Кучма прийняв делегацію, до якої увійшли Симоненко, Мороз, Тимошенко й Оробець. Ця недовга зустріч відбулася за сприяння голови ВР Володимира Литвина. Кучма відмовився йти у відставку, депутати розійшлися.

#### 1 жовтня
Оголошено, що наступна масова акція опозиції відбудеться 12 жовтня, і матиме назву «Народний трибунал».

#### 12 жовтня

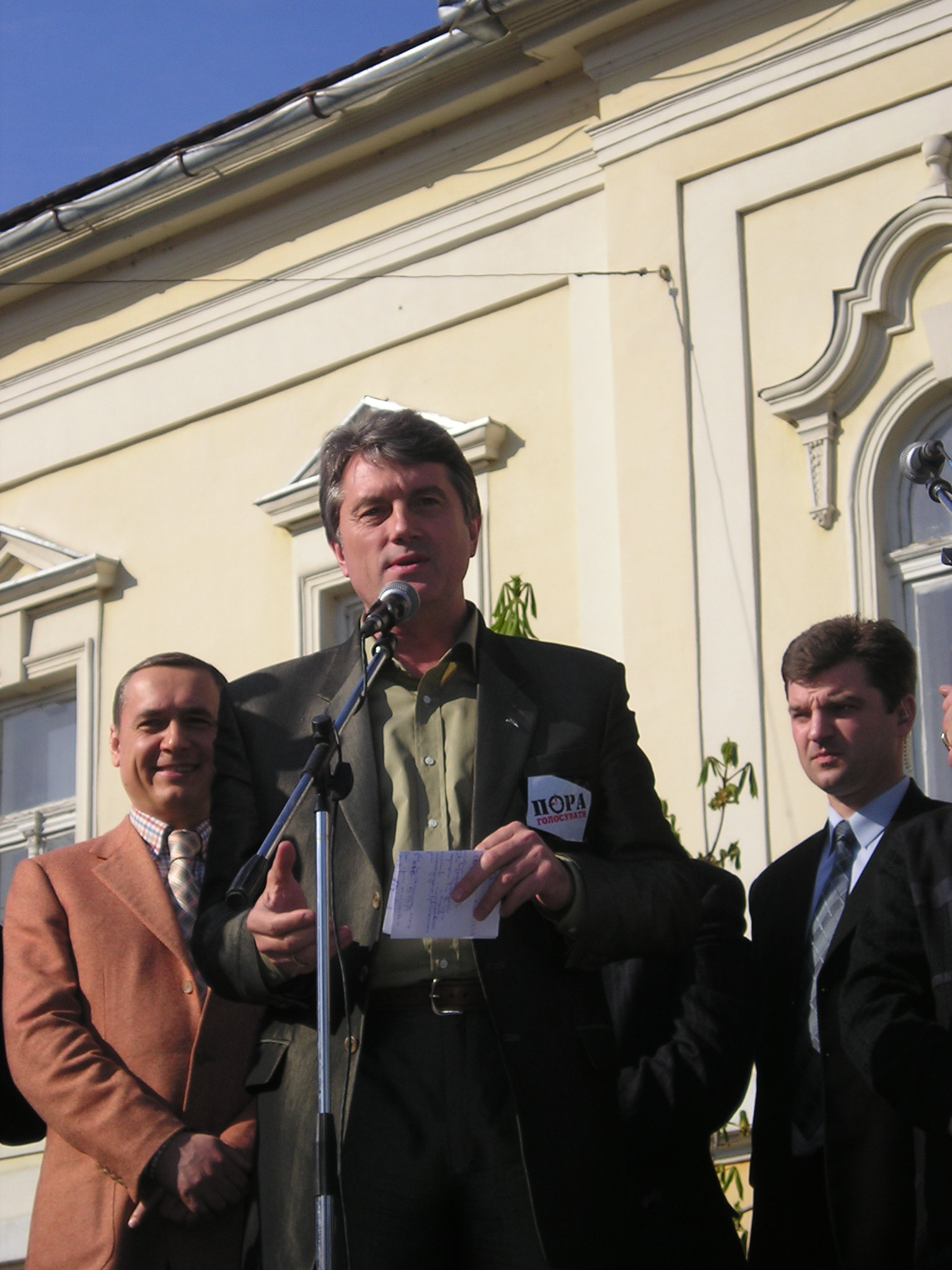
В. Ющенко

«Трійка» зібрала у Києві своїх прихильників близько 13:30 і рушила до Європейської площі зі сторони вул. Грушевського для участі у «Народному трибуналі» в рамках акції «Повстань, Україно!».
О 14:10 О. Турчинов розпочав мітинг. Далі почався інсценований «трибунал над Кучмою». Головуючим на трибуналі обрано Володимира Олійника, колишнього мера Черкас; секретарем трибуналу — соціаліста Йосипа Вінського. Народні обвинувачі — Віктор Шишкін, Сергій Головатий, Григорій Омельченко та Анатолій Єрмак. Оскільки Віктор Медведчук не відгукнувся на пропозицію опозиціонерів захищати на трибуналі Леоніда Кучму, захисником було обрано Олега Ляшка, на той час головного редактора газети «Свобода». «Прокурори» вимагали засудити Кучму до довічного ув'язнення; виступили «свідки».
Після 16-ї години народний трибунал визнав Кучму винним у порушенні Конституції і законів України та піддав його «найвищій формі народної кари — загальному осуду». Трибунал звернувся до судових органів з вимогою застосувати до Президента довічне ув'язнення. Після того колони рушили до Генеральної прокуратури.
Після передачі рішення «трибуналу» у формі депутатського звернення першому заступнику генпрокурора, мітинг завершився на початку сьомої години вечора. Учасники акції розійшлися. Їх кількість по різному оцінювалася міліцією (до 10 тис.) та організаторами (30–80–100 тис.)

#### Кримінальна справа проти Кучми

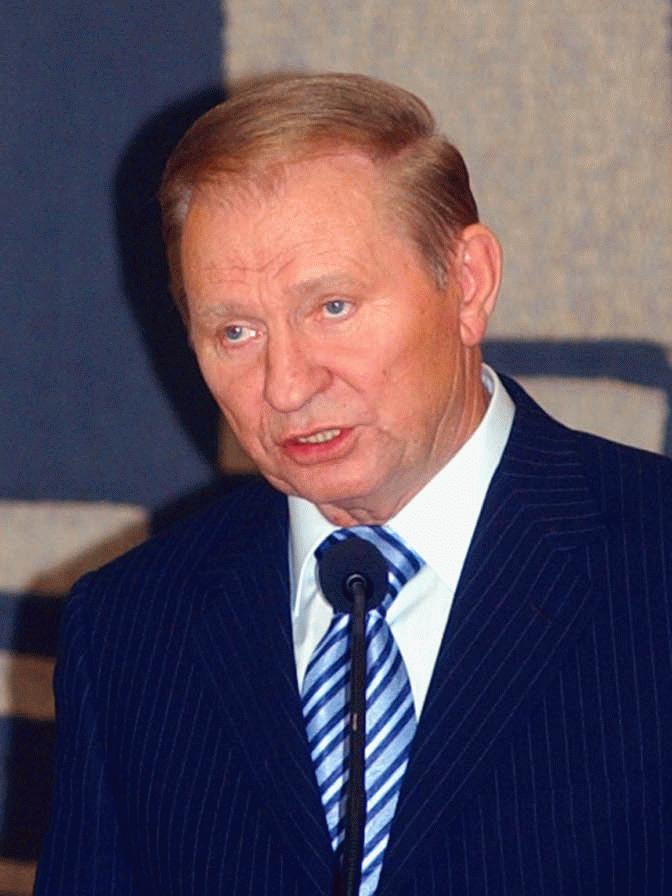
Л. Кучма

15 жовтня 2002 року суддя Апеляційного суду Києва Юрій Василенко виніс постанову про порушення кримінальної справи стосовно Президента України Леоніда Кучми. Справа була порушена за заявою опозиційних народних депутатів за ознаками злочинів, передбачених ст. 112 («зазіхання на життя державного чи громадського діяча», ст. 161 («порушення рівноправності громадян залежно від їх расової, національної приналежності чи ставлення до релігії»), ст. 163 («порушення таємниці листування, телефонних переговорів»), ст. 170 («перешкоджання законній діяльності професійних спілок, політичних партій, громадських організацій»), ст. 171 («перешкоджання законній професійній діяльності журналістів»), ст. 191 («привласнення, розтрата майна або заволодіння ним шляхом зловживання службовим становищем»), ст. 333 («незаконне вивезення за межі України сировини, матеріалів, устаткування для створення зброї, а також військової та спеціальної техніки»), ст. 346 («погроза або насилля стосовно державного чи громадського діяча»), ст. 364 («зловживання владою або службовим становищем»), ст. 365 («перевищення влади або службових повноважень»), ст. 368 («одержання хабара») Кримінального кодексу України.
Гучний факт порушення кримінальної справи набув неабиякого резонансу. Проте, вітчизняні юристи різних політичних орієнтацій назвали дії судді Василенка незаконними. 27 грудня 2002 року Верховний Суд України скасував постанову Апеляційного суду Києва. Самому судді це коштувало кар'єри.
Опозиція намагалася максимально використати факт порушення кримінальної справи проти чинного глави держави.

#### 19 жовтня
На Майдані Незалежності відбувся мітинг опозиційних сил, присвячений вшануванню пам'яті жертв загиблих за десять років правління президента Кучми. О 19:20 колона демонстрантів чисельністю близько 3 тис. із запаленими свічами підійшла до перехрестя вулиць Банкової й Інститутської. Лідери опозиції закріпили на розі цих вулиць чавунний лист, на якому написано: «На цій вулиці буде встановлено пам'ятник жертвам режиму Кучми».
Політики того дня не говорили про спробу зібрати рекордну кількість людей чи про швидкий успіх акцій протесту. Як висловився Йосип Вінський, «Іде розхитування підвалин режиму».
Кучма зіткнувся з необхідністю вибору. Або він іде, принаймні, на час, щоб дозволити провести ретельне розслідування [убивства Гонгадзе]. Або він шукає шляхи залишитися при владі за будь-яку ціну, включаючи тверде придушення протестів його силовиками [...] Захід повинен продовжувати тиснути на президента. В іншому випадку це буде виглядати як зрадництво тих людей, що вийшли на вулиці проти нього.
В подальшому опозиція вже не збирала багатолюдних мітингів. Верховна Рада не змогла підтримати жодної постанови з питання про політичну ситуацію в Україні, голова Донецької ОДА Янукович почав свій шлях у кандидати від влади, посилилась міжнародна ізоляція України через іракські «Кольчуги». Медійне тло невдовзі перекрилося трагічними подіями у Театральному центрі на Дубровці (Москва) — «Норд-Ост».

### За межами Києва

#### Хід акції 16 вересня в регіонах
У Львові біля пам'ятника Тарасу Шевченку на мітинг у рамках всеукраїнської акції «Повстань, Україно!» зібралися майже 12 тис. жителів.
У Донецьку пройшов мітинг за участю більше 5 тис.
В Одесі на мітинг на Куликовому полі зібралося трохи більше 1,5 тис.
Мітинги відбулися також практично в усіх райцентрах Чернігівщини.
У Чернівцях близько 3 тисяч представників опозиційних політичних сил Буковини — СПУ, партії «Батьківщина», КПУ, УНА-УНСО, ПРП, організації «Жіноча ліга» — понад 1,5 години пікетували приміщення Чернівецької обласної державної адміністрації.
У Харкові мітинг став одним з найбільш багатолюдних за останні роки. У ньому брали участь приблизно 5 тисяч.
У Сімферополі відбулися два мітинги в рамках акції протесту. Один провели кримська організація СПУ і республіканська організація всеукраїнського об'єднання «Батьківщина» (близько 150 учасників). Другий був організований республіканським комітетом КПУ і зібрав приблизно 200 комуністів.
Опозиція Дніпропетровська провела акцію «Повстань, Україно!» перед будівлею обладміністрації, незважаючи на заборону Кіровського районного суду цього міста. За словами організаторів, в акції взяло участь 3–4 тис. осіб, за даними правоохоронних органів — не більше 400.
Близько 2 тис. активістів були на мітингу у Кіровограді.
Приблизно 3 тис. під червоними знаменами зібралися у Житомирі.
У Луцьку відбулися два мітинги — біля будинку облдержадміністрації (2 тисячі осіб) та на Театральному майдані, де були присутні 5 тисяч.
Учасники всіх цих подій закликали президента Кучму піти у відставку, проте вимоги різних політсил доповнювалися залежно від їхніх програм. Подекуди (наприклад, у Львові) вони критикували одна одну. Порушень громадського порядку зафіксовано не було.

#### У світі

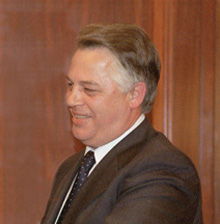
П. Симоненко

Мітинги, присвячені другій річниці зникнення та вбивства Георгія Гонгадзе, пройшли силами діаспори 16 вересня в кількох містах Європи та Америки:
- Брюссель (мітинг біля місії України при Євросоюзі. Близько 30 учасників)
- Вашингтон (акція «Реквієм 2002: Обличчям до Правди», організована Форумом українських студентів в Америці та Фондом Гонгадзе перед пам'ятником Тарасові Шевченку. Прийшло майже 200 осіб)
- Нью-Йорк (пікетування Генерального консульства України на 49-ій вулиці. Декілька десятків людей)
- Чикаго (пікетування перед будинком генерального консульства на Гурон-стріт, 10)
- Лондон (демонстрація та пікет біля українського посольства).

Відзначалося, що українські дипломати досить кволо взаємодіяли з активістами.

#### 12 жовтня в регіонах
У Чернівцях близько 100 представників опозиції провели імпровізований «народний трибунал» над Президентом Леонідом Кучмою, засудивши його до довічного ув'язнення з відбуванням покарання на закритих за його часів шахтах у Донецькій області.
У низці обласних центрів — зокрема, Одесі, Сімферополі, Дніпропетровську, Львові — також пройшла акція «Народний трибунал», у яких брали участь від 150 до 500 людей.

### Другий етап
4 грудня лідери трійки опозиційних сил оголосили про початок нового етапу акції «Повстань, Україно!» під назвою «Звільнення України від Кучми». Завершальний етап акції призначено на 9 березня 2003 у Києві. Перед цим лідери опозиції планують об'їхати всі регіони України, аби «оголосити території, вільні від Кучми». За словами Тимошенко, виступ опозиції буде «більш фахово та системно» підготованим, ніж восени 2002 року. Ющенко прямо не погодився, а лише не виключив, що візьме участь (публічно він визначився лише 5 березня).
Наступні місяці позначилися прилюдними суперечками всередині опозиції, агітацією в регіонах.
2 березня відбувся Всеукраїнський надзвичайний з'їзд депутатів усіх рівнів від опозиції, що ухвалив декларацію єдності опозиційних сил, а також звернення до народу України. У декларації заявлено про консолідацію опозиції на майбутні виборчі кампанії, основною метою названо відсторонення від влади Леоніда Кучми, закликано народ до об'єднання навколо другого етапу «Повстань, Україно».
5 березня увечері Леонід Кучма виступив з телезверненням до народу, в якому роз'яснив свої пропозиції щодо конституційної реформи (щодо послаблення влади президента) й оголосив про початок широкого всенародного обговорення.
Напередодні акції суд заборонив партії «Батьківщина» похід на 9 березня від пам'ятника Тарасу Шевченку вулицями Києва, а також розбивати намети в історичній частині столиці.

#### 9 березня

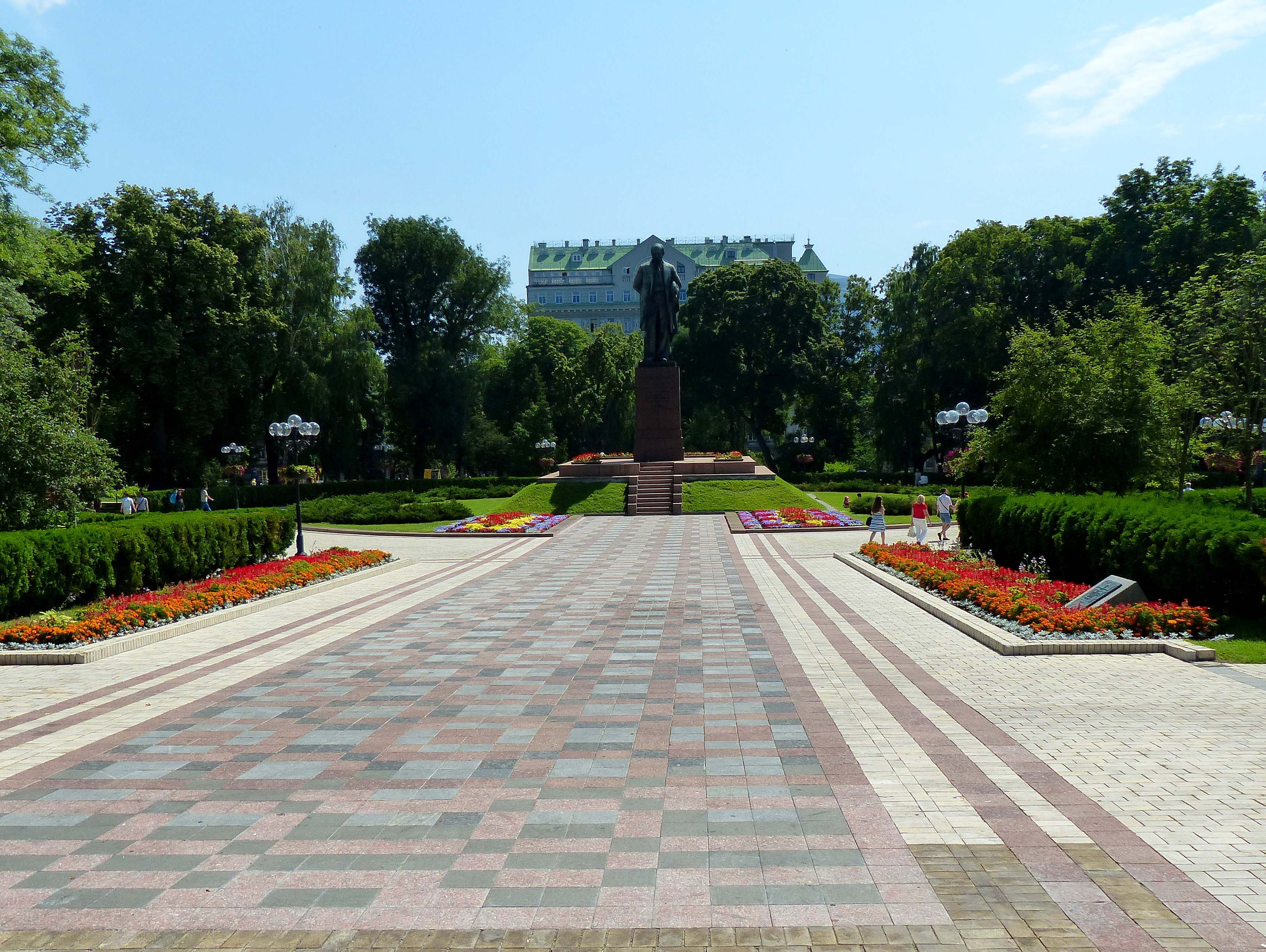
Парк Шевченка

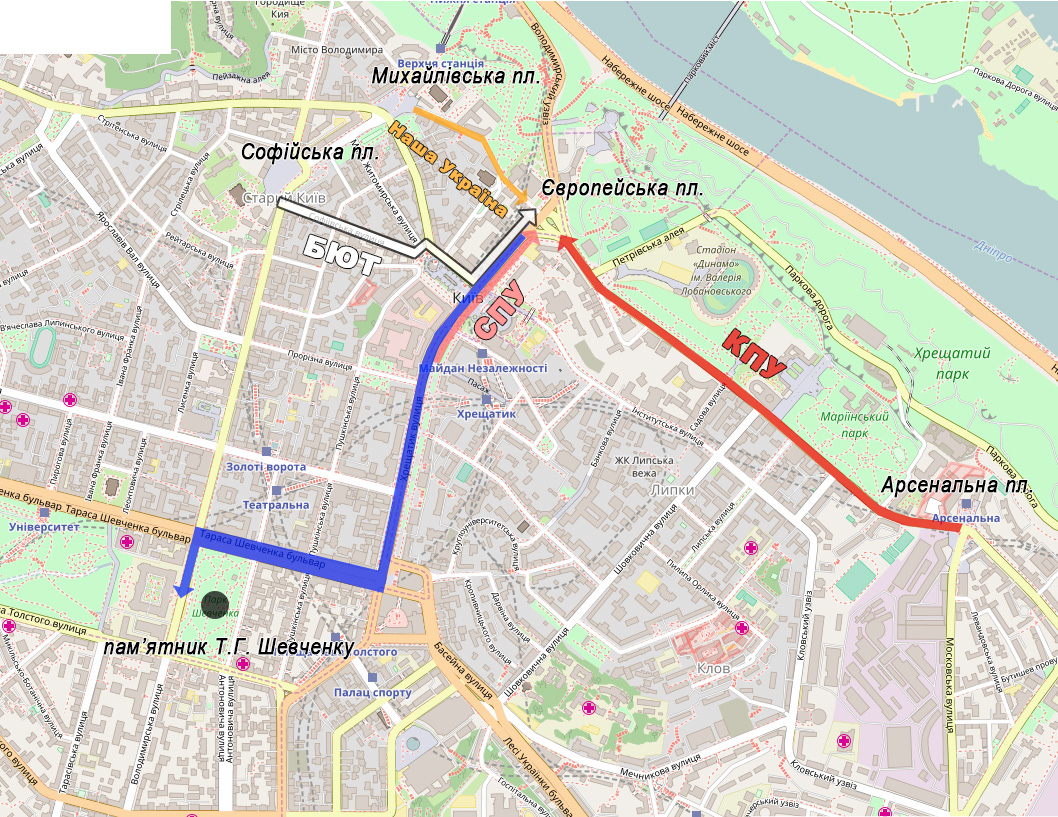
Рух колон демонстрантів від місць формування колон політсил до Європейської площі, а звідти — до Пам'ятника Шевченкові, 9 березня 2003

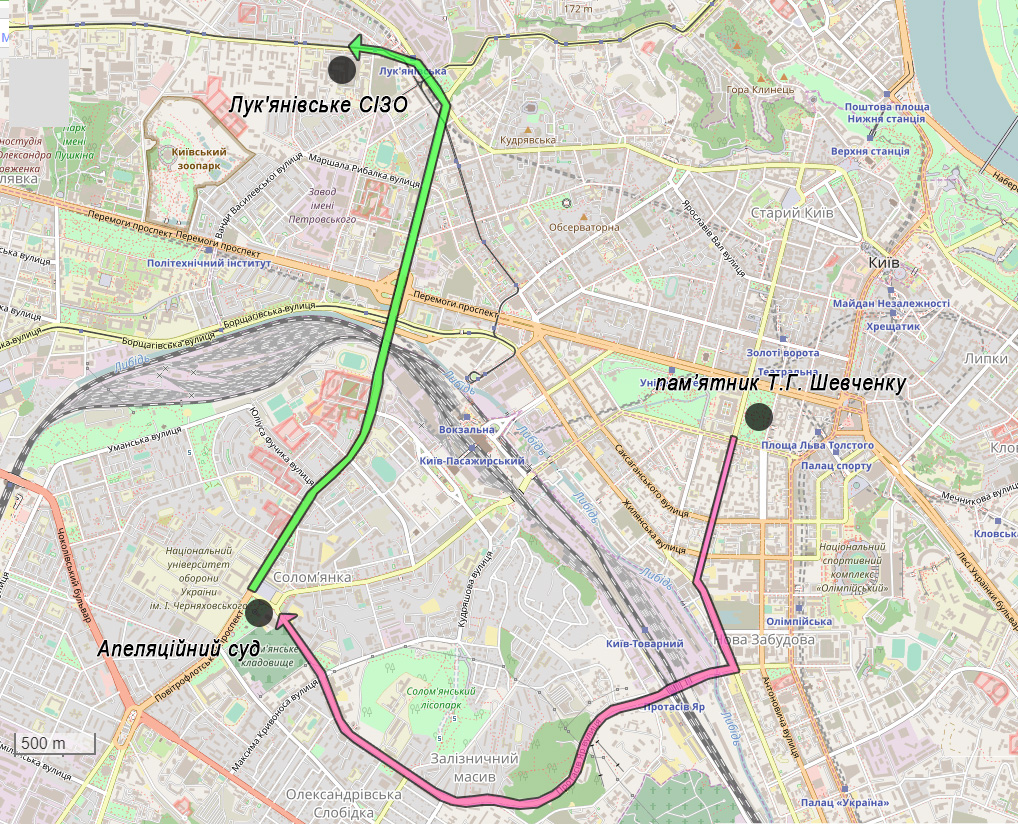
Рух демонстрантів від Пам'ятника Шевченкові до Апеляційного суду м. Києва, а звідти — до Лук'янівського СІЗО, 9 березня 2003

На цей день, в річницю народження Тараса Григоровича Шевченка та другу річницю сутичок з міліцією під час акції «Україна без Кучми», опозиція запланувала рух колонами в центральній частині Києва до пам'ятника Шевченкові на вул. Володимирській, покладання квітів та мітинг.
Кучма цими днями знову перебував за кордоном.
Колона комуністів налічувала близько 6 тис., соціалістів — 2 тис., «Нашої України» — тисячу, прихильників Тимошенко — 4 тис. Багато учасників скандували «Кучму — геть!». Возз'єдналися вони на Майдані Незалежності опівдні, після чого рушили разом до пам'ятника Шевченку. Всього на вулицях було близько 50 тис. людей.
За годину лідери опозиції поклали квіти і розпочався мітинг. Учасники акції зайняли всю площу навколо пам'ятника, а також проїжджу частину перед червоним корпусом університету. У своїх виступах лише Тимошенко і Ющенко наголосили на необхідності єдиного кандидата від опозиції на президентських виборах наступного року.
О 14-й годині була прийнята резолюція, в якій наголошувалося на необхідності дострокових виборів Президента, зміні чинного глави держави та зміні системи влади загалом. Згодом колона демонстрантів числом близько 10 тис. рушила пікетувати Київський апеляційний суд.
Ще за годину решта учасників переважно націоналістичного спрямування (до 5 тис., без лідерів політсил) попрямували до Лук'янівського слідчого ізолятора, де тоді утримувалися учасники акції протестів 9 березня 2001 року, і де також було проведене пікетування.
Всього опозиція змогла вивести на вулиці від 12 тис. прибічників (оцінка міліції) до 150 тис. (на думку організаторів). Порушень правопорядку майже не зафіксовано.
Іноземні медіа відзначали, що акція 9 березня вийшла більш мирною та поміркованою, ніж вереснева. Опозиція немов би зрозуміла, що дострокові вибори неможливі, та почала планомірно готуватися до чергових.

#### 9 березня в регіонах
В Одесі відбулися дві акції: правих і лівих. Понад 1,5 тис. учасників.
Близько 500 осіб на мітингу у Харкові, який пройшов у формі літературної композиції.
На мітингу у Дніпропетровську представники опозиції зібрали близько 1 тис. противників Кучми.
Мітинг опозиції у Львові у неділю був найбільш численним — приблизно 10 тис. учасників.
Всього по країні мітинги опозиції проходили у 103-х містах, включно зі столицею. Характер їх був спокійним. За оцінками МВС, чисельність учасників акції загалом по Україні склала 26–28 тисяч осіб.

#### Травень
На Міжнародний день солідарності трудящих опозиційні сили провели акцію, присвячену боротьбі з існуючим режимом влади. Мітинг на Європейській площі проходив під прапорами Комуністичної, Соціалістичної партій, партії «Батьківщина», Української республіканської партії «Собор». Взяли участь від однієї до десяти тисяч осіб. Учасники схвалили резолюцію лівого спрямування з засудженням пропонованих Л. Кучмою конституційних змін.
На свято Перемоги у Києві не проводилося жодних помітних опозиційних виступів. У Львові сталися сутички між лівими та правими противниками Президента.
14 та 15 травня група депутатів від БЮТ (Тимошенко, Турчинов, Хмара) вимагала випустити з СІЗО Києва та Чернігова своїх соратників, запобіжні заходи щодо яких скасовані судом. Генпрокуратура заявила про фактичне захоплення ізоляторів; БЮТівці — про жорстоке побиття депутатів.
На 22 травня — день перепоховання тіла Тараса Шевченка у Каневі — праве крило опозиції планувало утворити «живий ланцюг» від західного кордону України до східного, на згадку про 1990 рік. Проте, жодних подібних подій того дня медіа не зафіксували. Потім акцію перенесли на 24/25 травня, потім — на 31 травня. Зрештою, наступну акцію було скасовано в обмін на перемовини з Президентом Кучмою стосовно політичної реформи.
У червні спроба «революції» вже виглядала проваленою. Причинами цього називалося: відсутність єдності та одностайності у лавах опозиції; неспроможність виробити конструктивну програму і перейти від вуличних протестів до серйозної стратегічної і тактичної діяльності; кроки Президента Кучми, що дозволили йому підвищити власний авторитет.

## Головні дійові особи
Хороша все-таки штука — депутатська недоторканність: я підійшла до нього [заступника начальника київської міліції Савченка] і, як зуміла, дала йому по морді.
Лідери опозиції: Юлія Тимошенко (БЮТ), Олександр Мороз (СПУ), Петро Симоненко (КПУ), Віктор Ющенко (Наша Україна).
Інші організатори протестів: Тарас Чорновіл, Володимир Черемис, Олег Білорус, Адам Мартинюк, Микола Томенко, Юрій Костенко, Олександр Турчинов, Йосип Вінський, Слава Стецько, Анатолій Матвієнко, Віктор Терен, Михайло Павловський, Андрій Шкіль, Станіслав Ніколаєнко, Валентина Семенюк, Олександр Баранівський, Володимир Яворівський, Володимир Філенко, Степан Хмара, Віталій Шибко, Микола Рудьковський, Юрій Луценко, Тарас Стецьків, Юрій Оробець, Олег Ляшко, Євген Філіндаш, Володимир Філенко, Роман Безсмертний, Іван Заєць.
Лідери влади: Президент України Леонід Кучма, глава Адміністрації Президента Віктор Медведчук, Голова Верховної Ради Володимир Литвин.

## Затримані, жертви і постраждалі

### 2002
16 вересня — 2 прихильників СПУ, які очолювали колону учасників акції протесту в Києві, постраждали у невеликій дорожньо-транспортній пригоді.
16/17 вересня — затримано 64 особи. Порушено кримінальні справи за фактом незаконного перекриття транспортного руху. 51-му з них призначили адміністративний арешт від 1 до 10 діб за непокору законним вимогам міліції; решту відпустили.
17 вересня — за повідомленням речника МВС, загинув один міліціонер. Загибель учасників акції не підтвердилася.
24 вересня — народному депутату Олександру Баранівському (СПУ) стало погано в Адміністрації Президента.
12 жовтня — міліціонери в цивільному (ймовірно) в Києві побили канадського журналіста. У постраждалого струс головного мозку.

### 2003
9 березня — одній учасниці мітингу в парку Шевченка стало погано з серцем, її забрала карета «швидкої допомоги».

## Наслідки і вплив акції на подальші події

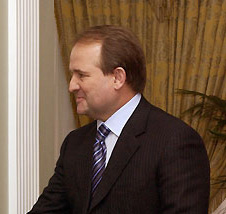
В. Медведчук

- Переоцінка ролі Віктора Медведчука в українській політиці[19][20][81];
- Отриманий важливий досвід об'єднання різнорідної української опозиції та вуличних протестів[19]. Зокрема, 9 березня 2003 було рекордним за кількістю учасників[82];
- Активізація переслідування владою Юлії Тимошенко через справу «ЄЕСУ»[83][84];
- Активізація зусиль Росії із втягування України в свою орбіту[85][86][87][88][89];
- Поширення в суспільстві думки про наявність у країні політичних переслідувань[90] і необхідність силового тиску на владу[14];
- Серйозне охолодження відносин України з Заходом[91][92][93][94];
- Утворення у Верховній Раді України нової парламентської більшості з 9 фракцій: без блоку «Наша Україна», але за участю позафракційних депутатів[95];
- Перехід Ющенка в опозицію[96][97];
- Посилення тиску на ЗМІ[98][99][100][101][102];
- Призначення Віктора Януковича Прем'єр-міністром України[103];
- Суворі вироки учасникам минулорічних масових заворушень «Україна без Кучми», пом'якшені згодом[104].

Крім того, у 2002—2005 роках існувала Тимчасова слідча комісія Верховної Ради України з питань вивчення дотримання законодавства та забезпечення конституційних прав громадян під час підготовки і проведення 16 вересня 2002 року акції «Повстань, Україно!», очолювана народним депутатом Сергієм Сінченком. Про результати її діяльності не повідомлялося.

### Соціологічна оцінка
«По гарячих слідах» соціологічна служба Центру Разумкова 19 вересня провела телефонне опитування жителів Києва. Тема — ставлення громадян до акції протесту «Повстань, Україно!».
Рішення про дострокову відставку президента Кучми, ухвалене мітингувальниками на Європейській площі та підписане чотирма лідерами опозиції, підтримали 44 % киян, не підтримали 31,8 %, складно було відповісти 24,2 %.
36,1 % респондентів підтримали знищення наметового містечка, 44,6 % не підтримали такі дії влади, 19,3 % не визначилися з відповіддю.
46,3 % киян погодилися з оцінкою Президента і підконтрольних владі ЗМІ: лідерів різних за ідеологією політичних сил об'єднують прагнення до влади і відстоювання власних інтересів; 21,8 % киян повірили в те, що Морозом, Тимошенко, Симоненком і Ющенком рухає бажання забезпечити демократичний розвиток країни і запобігти диктатурі; 26,8 % було складно відповісти, а 5,1 % вказали інші причини об'єднання «четвірки».
Друге дослідження проводилося з 18 по 24 вересня у всіх регіонах України:
88,5 % опитаних знали про акцію «Повстань, Україно!»;
55,3 % згодні з вимогами опозиції негайно відправити Президента у відставку, проти цього 30 %, не визначилися 15,2 %;
оцінка результатів акції: «виступи не принесли користі і не завдали шкоди… народу України» — майже 65 % відповідей, «…особисто опитаному» — 80,5 %, «…Президентові» — 43,5 %, «…опозиційним силам» — 43,8 %. Кожен третій респондент уважав, що події 16 вересня нашкодили Л. Д. Кучмі.
За даними соціологічного опитування, проведеного інститутом і центром «Соціальний моніторинг», акція 16 вересня не підвищила рейтинг жодному з її учасників. Разом з тим, саме діями опозиційних сил були найбільше задоволені виборці.

## Цікаві факти
- Популярне гасло Помаранчевої революції «Разом нас багато, нас не подолати» почали використовувати ще у вересні 2002 року на акції «Повстань, Україно!»[108].

## Публікації
- Александров П. «Експлуатація мотивів тривоги і страху в сучасних ЗМІ» (2011)
- Белгасем М. «СТРУКТУРНІ ХАРАКТЕРИСТИКИ ГРОМАДЯНСЬКОГО ПРОТЕСТУ В УКРАЇНІ». VISNYK (2016)
- Лазарович М. «Від „Реформи заради добробуту“ до Помаранчевої революції»
- Мордовець М. В. «Громадянська активність в Україні: динаміка та основні форми» (2014)
- Ревенко Н. Г. «ГРОМАДСЬКІ ОРГАНІЗАЦІЇ ЯК АГЕНТ ПОЛІТИЧНОЇ СОЦІАЛІЗАЦІЇ» / Сучасне суспільство: політичні науки, соціологічні науки, культурологічні науки. № 2 (2012): С. 46-55.
- Ревун І. «Молодь і політика: проблеми політичної участі у виборчому процесі» / Матеріали VIII студентської науково-технічної конференції «Природничі та гуманітарні науки. Актуальні питання» (2005)
- Fuderer T. «The „own–alien“ opposition as a semantic basis of social phenomena metaphorization (on material from contemporary Ukrainian prose)» / Науковий вісник Херсонського державного університету. № 23 (2015): С. 62-68.